# Гринчак Олег Вікторович
Оле́г Ві́кторович Гринча́к — полковник Збройних сил України.

## Життєпис
Станом на лютий 2019 року — начальник управління, Генеральний штаб Збройних Сил України. Проживає у Києві з дружиною, донькою та двома синами.

## Нагороди та вшанування
- Указом Президента України № 741/2019 від 10 жовтня 2019 року за «особисту мужність і самовіддані дії, виявлені у захисті державного суверенітету та територіальної цілісності України» орденом Богдана Хмельницького III ступеня[3]